# Film sulla dinastia Romanov
Qui è riportato un elenco di film sulla dinastia Romanov, la famiglia imperiale russa al potere dal 1613 al 1917. Si tratta di fiction, documentari e film d'animazione.
| Anno      | Paese                                           | Titolo                                         | Regista                                                   | Note |
| --------- | ----------------------------------------------- | ---------------------------------------------- | --------------------------------------------------------- | --- |
| 1896      | Impero russo                                    | Incoronazione di Nicola II                     | Camille Cerf                                              | Il primo filmato girato in Russia, nonché la prima volta in assoluto in cui è stata ripresa un'incoronazione. |
| 1913      | Impero russo                                    | Trëchsotletie Carstvovanija Doma Romanovych    | Aleksandr Drankov                                         | Titolo italiano: Il tricentenario dell'ascesa della casata Romanov. Commemorazione del 300º anniversario dall'inizio del regno dei Romanov in Russia. Si dice che il film avesse ricevuto la benedizione dello zar Nicola II in persona. |
| 1917      | Stati Uniti                                     | The Fall of the Romanovs                       | Herbert Brenon                                            | Titolo italiano: La caduta dei Romanov. Quarto film uscito dopo l'abdicazione di Nicola II avvenuta nel marzo 1917. Uno dei personaggi, Iliodor, monaco nemico di Rasputin, ha interpretato se stesso. |
| 1919      | Unione Sovietica                                | Pëtr i Aleksej                                 | Jurij Željabužskij                                        | Titolo italiano: Pietro e Alessio. Cronaca dell'infanzia di Pietro il Grande, passando dal regno di suo padre al proprio. |
| 1927      | Unione Sovietica                                | Padenie dinastii Romanovych                    | Ėsfir' Šub                                                | Titolo italiano: La caduta della dinastia Romanov. Documentario. |
| 1928      | Stati Uniti                                     | Clothes Make the Woman                         | Tom Terriss                                               | Titolo italiano: L'abito fa la donna. È stato il primo film riguardante Anna Anderson, la donna che aveva affermato di essere la Gran Duchessa Anastasija Nikolaevna. |
| 1928      | Repubblica di Weimar                            | Anastasia, die falsche Zarentochter            | Arthur Bergen                                             | Titolo italiano: Anastasija, la finta figlia dello Zar. Film scritto e diretto in fretta e furia per approfittare dello scalpore suscitato dall'accusa che Anna Anderson fosse in realtà Fransziska Schanskowska, un'operaia data per dispersa in Polonia. L'accusa era stata mossa da Gran Duca Ernst Ludwig d'Assia e dai suoi investigatori privati. |
| 1932      | Stati Uniti                                     | Rasputin and the Empress                       | Richard Boleslawski                                       | Primo film sonoro sui Romanov, prodotto dalla Metro-Goldwyn-Mayer. Il principe Feliks Jusupov, all'epoca residente a Londra, fece causa alla MGM per la rappresentazione inaccurata data di lui e di sua moglie, la principessa Irina Aleksandrovna. |
| 1937      | Unione Sovietica                                | Pëtr Pervyj                                    | Vladimir Petrov                                           | Titolo italiano: Pietro I. Adattamento cinematografico dell'omonimo romanzo di Aleksej Tolstoj dedicato alla vita e all'opera dello zar russo Pietro il Grande. |
| 1938      | Francia                                         | Katia                                          | Robert Siodmak                                            | Film sulla storia d'amore tra lo zar Alessandro II e la principessa Ekaterina Dolgorukova. |
| 1940      | Germania nazista                                | Katharina von Rußland                          | Carl Froelich                                             | Titolo italiano: Caterina di Russia. Incompleto. |
| 1956      | Germania Ovest                                  | Anastasia, die letzte Zarentochter             | Falk Harnack                                              | Titolo italiano: Anastasija, l'ultima figlia dello Zar. |
| 1966      | Regno Unito                                     | Rasputin, the Mad Monk                         | Don Sharp                                                 | Titolo italiano: Rasputin, il monaco folle. |
| 1967      | Francia                                         | J'ai tué Raspoutine                            | Robert Hossein                                            | Titolo italiano: Ho ucciso Rasputin. |
| 1971      | Regno Unito Stati Uniti                         | Nicholas and Alexandra                         | Franklin J. Schaffner                                     | Tratto dal libro di Robert K. Massie |
| 1974      | Regno Unito                                     | Fall of Eagles                                 | John Elliot (ideatore)                                    | Miniserie sulla caduta delle dinastie degli Asburgo, Hohenzollern e Romanov. |
| 1980      | Unione Sovietica Repubblica Democratica Tedesca | Junost' Petra                                  | Sergej Gerasimov                                          | Titolo italiano: La giovinezza di Pietro. Basato sul libro Pëtr Pervyj di Aleksej Tolstoj. Si tratta del primo di due film sulla vita dello zar Pietro il Grande. |
| 1980      | Unione Sovietica Repubblica Democratica Tedesca | V načale slavnych del                          | Sergej Gerasimov                                          | Titolo italiano: All'inizio dei giorni gloriosi. Basato sul libro Pëtr Pervyj di Aleksej Tolstoj. Secondo film sulla vita dello zar Pietro il Grande. |
| 1981      | Unione Sovietica                                | Agonija                                        | Ėlem Klimov                                               | Film su Rasputin. Girato originariamente nel 1977. |
| 1981-1982 | Unione Sovietica                                | Rossija molodaja                               | Il'ja Gurin                                               | Tratto dall'omonimo romanzo di Jurij German. Serie televisiva dedicata alla creazione della flotta imperiale russa nel periodo a cavallo tra i secoli XVII e XVIII. |
| 1986      | Stati Uniti Unione Sovietica                    | Peter the Great                                | Lawrence Schiller, Marvin J. Chomsky                      | Titolo italiano: Pietro il Grande. Miniserie TV tratta dal libro di Robert K. Massie. |
| 1986      | Stati Uniti Austria Italia                      | Anastasia: The Mystery of Anna                 | Marvin J. Chomsky                                         | Titolo italiano: Anastasia - L'ultima dei Romanov. Miniserie televisiva basata sulla biografia romanzata di Anna Anderson pubblicata da Peter Kurth. |
| 1987      | Unione Sovietica                                | Assa                                           | Sergej Solov'ëv                                           | Film ispirato al romanzo Gran' vekov di Natan Ėjdel'man sugli ultimi giorni di vita e sull'omicidio dello zar Paolo I nel 1801. |
| 1991      | Unione Sovietica                                | Careubijca                                     | Karen Šachnazarov                                         | Titolo italiano: Zaricida. Film sull'uomo che affermava di essere Jakov Jurovskij, l'assassino dello zar Nicola II. |
| 1992      | Federazione Russa                               | O poslednich dnjach žizni Romanovych           | Anatolij Ivanov                                           | Titolo italiano: Gli ultimi giorni di vita dei Romanov. Documentario. |
| 1993      | Bielorussia                                     | Roman imperatora                               | Diamara Nižnikovskaja                                     | Film sulla storia d'amore tra lo zar Alessandro II e la principessa Ekaterina Dolgorukova. |
| 1996      | Stati Uniti Federazione Russa Ungheria          | Rasputin: Dark Servant of Destiny              | Uli Edel                                                  | Film sulla vita di Rasputin. |
| 1997      | Stati Uniti                                     | Anastasia                                      | Don Bluth, Gary Goldman                                   | Versione animata del film Anastasia. La versione più famosa del film sul mistero della zarevna Anastasia, che si presumeva essere sopravvissuta all'eccidio della propria famiglia. |
| 1997      | Federazione Russa Polonia                       | Carevič Aleksej                                | Vitalij Mel'nikov                                         | Film sullo zarevic Aleksej, figlio maggiore dello zar Pietro il Grande. |
| 2000      | Federazione Russa                               | Romanovy: Vencenosnaja sem'ja                  | Gleb Panfilov                                             | Titolo italiano: I Romanov: una famiglia imperiale Include riprese della canonizzazione dello zar Nicola II e della sua famiglia nel 2000. |
| 2000-2003 | Federazione Russa                               | Rossijskaja imperija. Proėkt Leonida Parfënova | Leonid Parfënov                                           | Documentario a puntate sulla storia dell'impero russo dal 1697 al 1917. |
| 2002      | Federazione russa                               | Russkij kovčeg                                 | Aleksandr Sokurov                                         | Titolo italiano: Arca russa. Film in piano-sequenza di 99 minuti interamente girato all'interno del Museo dell'Ermitage di San Pietroburgo. |
| 2003      | Regno Unito                                     | The Lost Prince                                | Stephen Poliakoff                                         | Miniserie di due puntate sul Principe John del Regno Unito. I Romanov appaiono in alcune scene. |
| 2003      | Federazione Russa                               | Bednyj, bednyj Pavel                           | Vitalij Mel'nikov                                         | Film sugli anni del regno dello zar Paolo I. |
| 2003      | Federazione Russa                               | Ljubov' Imperatora                             | Tat'jana Egoryčeva, Svetlana Gural'skaja, Aleksandr Orlov | Film sulla storia d'amore tra lo zar Alessandro II e la principessa Ekaterina Dolgorukova. |
| 2007      | Federazione Russa                               | Zagovor                                        | Stanislav Libin                                           | Titolo italiano: Cospirazione. Film sugli ultimi mesi della dinastia dei Romanov e sulla cospirazione che portò all'assassinio di Rasputin. |
| 2010      | Italia                                          | Rasputin                                       | Louis Nero                                                | Film sulla congiura di un gruppo di nobili russi che portò all'assassinio di Rasputin. |
| 2011      | Francia                                         | Raspoutine (The Healer)                        | Roselyne Bosche                                           | Progetto non ancora concluso. |
| 2011      | Federazione Russa Francia                       | Rasputin                                       | Josée Dayan                                               | Titolo italiano: Il caso Rasputin. Gérard Depardieu interpreta il ruolo del protagonista, Grigorij Efimovič Rasputin. |
| 2013      | Federazione Russa                               | Romanovy/The Romanovs                          | Maksim Bespalyj                                           | Ricostruzione storica in 8 episodi realizzata da Channel One, Star Media and Babich Design in occasione del 400º anniversario dell'ascesa al trono russo da parte dello zar Michail nel 1613. |
| 2014      | Federazione Russa                               | Grigorij R.                                    | Anrej Maljukov                                            | Serie Tv in 8 episodi sulla vita di Rasputin. |
| 2014      | Federazione Russa                               | Ekaterina                                      | Aleksandr Baranov                                         | Dramma storico sulla vita, i sogni, gli amori e la lotta per il potere di Sophie Auguste Friederike, la futura Caterina la Grande di Russia. |
| 2015      | Federazione Russa                               | Velikaja                                       | Igor' Zajcev                                              | Storia della formazione della personalità dell'autocrate Caterina la Grande dal momento del suo arrivo in Russia in qualità di sposa del futuro zar Pietro III fino alla sua ascesa al trono. Circa 20 anni di intrighi di palazzo, cospirazioni, lotta per il potere e drammi personali.                                                               |